# Dorpskerk Rockanje

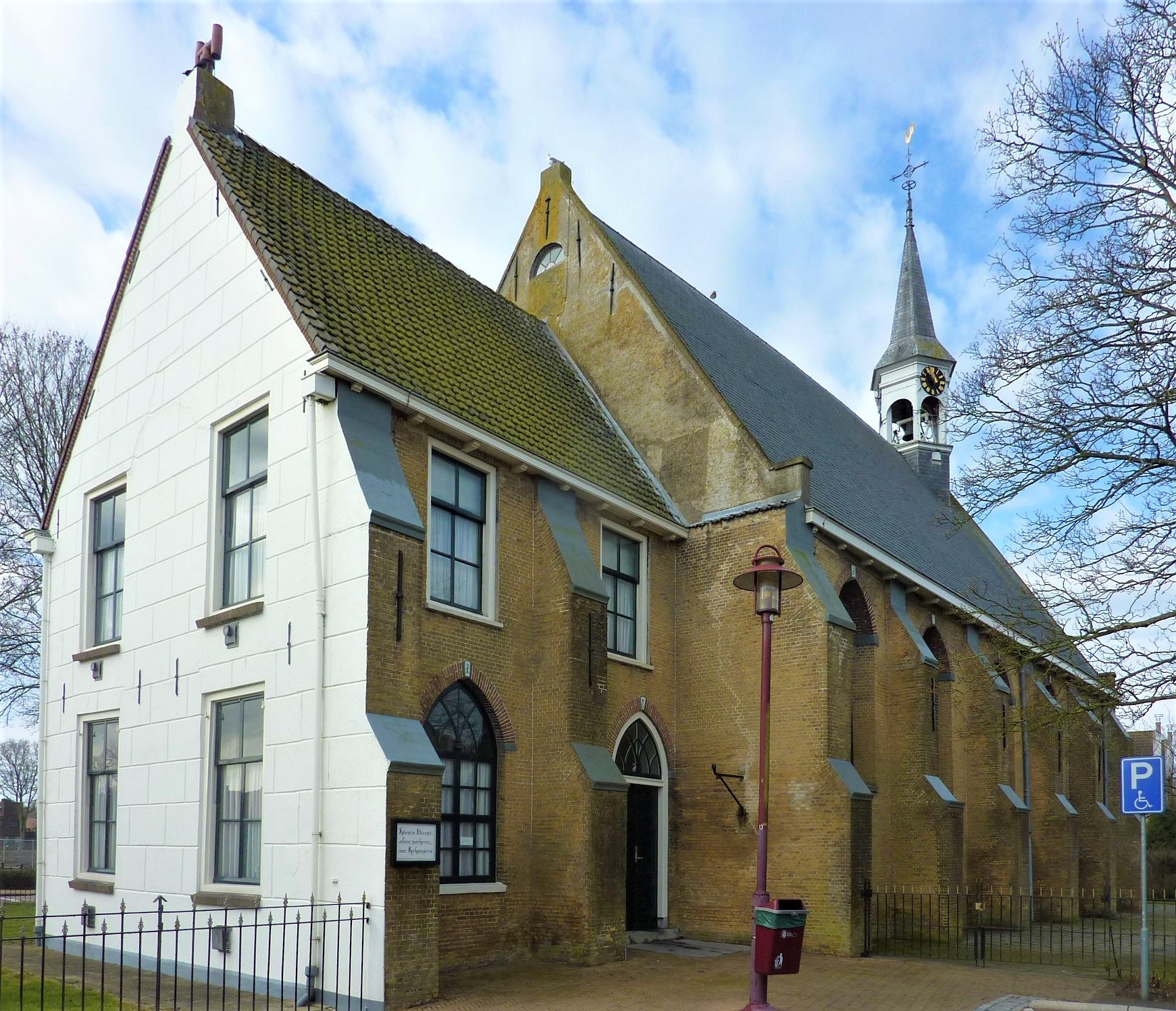
Die Dorpskerk Rockanje

Die Dorpskerk ist das Kirchengebäude einer reformierten Kirchengemeinde innerhalb der Protestantischen Kirche in den Niederlanden in Rockanje, einem Ortsteil der Gemeinde Voorne aan Zee (Provinz Südholland). Das Kirchengebäude ist als Rijksmonument eingestuft.

## Geschichte
Bis zur Einführung der Reformation war die Kirche dem Patrozinium Johannes der Täufer unterstellt. Ältester Teil der gotischen Kirche ist der in der zweiten Hälfte des 14. Jahrhunderts errichtete Chorraum. Das ursprüngliche Langhaus des Gotteshauses wurde 1456 durch ein etwas breiteres spätgotisches Langhaus ersetzt. Um 1600 wurde der Chor abgetrennt, der im reformierten Gottesdienst keine Funktion mehr hatte. Er wurde 1842/43 in eine Sakristei umgewandelt. Zwischen 1877 und 1882 wurde die Apsis am Chor entfernt sowie die Westfassade der Kirche neu gestaltet. Der Dachreiter wurde 1937 erneuert. Im Jahr 1985 erfolgte eine grundlegende Restaurierung des Bauwerks. Der Innenraum wurde 1782/83 nach Plänen von Johannes van Westenhout mit einer 1784 von Willem van Heusden geschaffenen Kanzel und vier Herrenbänken renoviert. Die Kirche enthält auch eine von den Brüdern Van Oeckelen 1884 gebaute Orgel.